# Saint-Laurent-des-Hommes

Saint-Laurent-des-Hommes este o comună în departamentul Dordogne din sud-vestul Franței. În 2009 avea o populație de 1.034 de locuitori.

## Evoluția populației
| An        | 1975 | 1982 | 1990 | 1999 | 2006 | 2009  |
| --------- | ---- | ---- | ---- | ---- | ---- | ----- |
| Populație | 867  | 863  | 938  | 884  | 989  | 1.034 |